# Microsteira ivohibensis
Microsteira ivohibensis är en tvåhjärtbladig växtart som beskrevs av Arenes. Microsteira ivohibensis ingår i släktet Microsteira och familjen Malpighiaceae. Inga underarter finns listade i Catalogue of Life.